# Benedikt Ketterer Söhne
Die Benedikt Ketterer Söhne GmbH & Co. KG hat ihren Sitz in Furtwangen in einem Fabrikbau von 1898. 

## Benedikt Ketterer
Benedikt Ketterer (1805–1871) stammte aus Langenbach und trat zu Beginn der 1840er Jahre in Furtwangen als "Uhrenpacker" in Erscheinung. Er kaufte bei hiesigen Uhrmachern regelmäßig kleine Stückzahlen an "Ührle" und "Wekerle" auf und vertrieb sie weiter, vor allem an Händler in England. Als steuerpflichtiger Gewerbebetreibender tauchte er allerdings erst 1845 unter der Bezeichnung "Holzuhrenmacher" in Furtwangen auf. Im gleichen Jahr erwarb er ein Doppelhaus in der heutigen Bregstraße, "75 Schuh lang, 85 Schuh breit", in dem er sich eine "mechanische Werkstätte" mit mehreren wasserkraftgetriebenen Maschinen einrichtete. 
Das Unternehmen stellte Schwarzwalduhren her, bevor es sich ab den 1850er Jahren zunehmend der Produktion von Gasuhren widmete. Bis etwa 1880 verließen hauptsächlich federgetriebene Regulatoren die Ketterersche Fabrik.

## Felix Ketterer
Benedikt Ketterers ältester Sohn Felix (1847–1911) führte ab 1871, zunächst gemeinsam mit seiner Mutter Klara, das Unternehmen weiter und baute die Regulatorenproduktion aus. Anfang der 1870er Jahre richtete er eine zweite Werkstatt in einem Haus am Straßberg ein. Sie diente unter anderem der Fabrikation von Regulatoren. 
1874 stellte Felix Ketterer gleich 35 neue Arbeitskräfte ein. Beide Betriebe zusammen, inzwischen Benedikt Ketterer Söhne genannt, verzeichneten jetzt insgesamt 100 Arbeiter und Lehrlinge. Es wurde arbeitsteilig produziert. Für die Regulatorenfertigung drehten unter anderem drei Arbeiter die Räder, zwei "schrauben Gestelle", einer war für die Anfertigung der Pendel, ein anderer für die Federhäuser, wieder ein anderer für das "Zusammensetzen" der Teile zuständig.
1873 schloss sich unter Felix Ketterer die Abteilung "Uhrenfabrikation" mit mehreren kleineren Unternehmen zur "Uhrenfabrik Furtwangen", der späteren Baduf, zusammen.

## Gas- und Wasserzähler
1890 war die eigentliche Uhrenproduktion bei Ketterer beendet. Der Schwerpunkt des Unternehmens lag vielmehr schon früh auf der Herstellung uhrenverwandter Produkte, nämlich Gas- und Wasserzähler. Damit betrat das Unternehmen nicht nur für Furtwangen, sondern für die gesamte Industrie des Schwarzwaldes Neuland. In der ersten Hälfte des 19. Jahrhunderts waren in den größeren Städten die ersten Gaswerke entstanden, die Kohlegas zur Straßenbeleuchtung produzierten und verteilten. Nach der Jahrhundertmitte fanden allmählich auch Unternehmen und Haushalte Anschluss an das öffentliche Gasnetz. Schnell wuchs der Bedarf an Gaszählern. Bemühungen, ihre Herstellung im Schwarzwald einzuführen, welche "eine so geeignete Beschäftigung" für die hiesigen Uhrmacher schien, scheiterten zunächst, obwohl die Nachfrage nach Gasuhren enorm anstieg "und der Verdienst bei Anfertigung derselben jedenfalls besser als bei der gewöhnlichen Uhrenmacherei" zu sein schien. Bereits ab 1851 widmete sich schließlich Benedikt Ketterer diesem aussichtsreichen Unternehmen. Im Jahr darauf waren 20 Gaszähler aus seiner Werkstatt in Freiburg in Gebrauch, wo 1850 die erste Gasanstalt eingerichtet worden war. Anlässlich der Einführung des neuen Industriezweiges im Schwarzwald verlieh ihm das Badische Ministerium des Innern eine silberne Verdienstmedaille "für Förderung der Landwirtschaft, der Gewerbe und des Handels".
Einige Jahrzehnte später ließ Felix Ketterer auch Wasserzähler – und ab etwa 1900 zusätzlich Elektrizitätszähler – anfertigen. Städtische Wasserwerke im ganzen Deutschen Reich orderten bei der "Ersten Badischen Wassermesserfabrik", wie sich das Unternehmen an der Breg jetzt nannte, verschiedene Zähler, unter anderem den "Ketterer-Flügelrad-Wassermesser", den es in der Ausführung als Trocken- und Nasszähler (die beweglichen Teile des Zählwerks laufen im Wasser) gab. Gegen Ende des 19. Jahrhunderts hingen die ersten Gasmesser, die gegen Münzeinwurf eine bestimmte Gasmenge freigaben, in den Wohnungen. Benedikt Ketterer Söhne entwickelte verschiedene Schaltvorrichtungen für solche Automaten und brachte unter der Patentnummer 250800 im Jahre 1912 den "selbstkassierenden Gasverkäufer" auf den Markt.
Nach einigen Jahren reichte die Kapazität eines Wassermotors nicht mehr aus, um die Maschinen in der Fabrik mit ausreichend Strom zu versorgen. Felix Ketterer erwarb 1890 die "Rote Mühle" an der Weggabelung zum Katzensteig und ließ dort ein Turbinenhaus errichten. Bis zu den Werkstätten in der Bregstraße waren mit einer Elektroleitung rund 1100 Meter zu überbrücken.
Allerdings hatte man bislang in der Region kaum Erfahrung mit dem Bau und Betrieb von Überlandleitungen gesammelt. Die badischen Behörden hielten die geplante Anlage zunächst für sehr gefährlich. Von der Mühle wurden über den Berg am Friedhof bis in die Bregstraße Leitungsdrähte gespannt, gehalten von 27 Stangen. 
Im Herbst 1890 setzten sich die angeschlossenen Maschinen dann aber „wirklich in Bewegung, und die Werkstätten erglänzten in hellstem elektrischen Licht“. 
1898, als Benedikt Ketterer und Söhne mit 142 Mitarbeitern zu den fünf größten Betrieben in Furtwangen zählten, wurde das heutige Fabrikgebäude gebaut. Hier sorgten zusätzlich eine fahrbare Dampfmaschine, eine Lokomobile, und später eine stationäre 100-PS-Dampfmaschine für den Antrieb von mehreren hundert Arbeitsmaschinen. 
Ab 1893 konnte das Unternehmen von der Eisenbahnverbindung nach Donaueschingen profitieren. Waggons mit Rohmaterialien hielten direkt vor der Fabriktür. Für die 1896 in einem gesonderten Bau errichtete Tiegelgießerei bezog man Ruhrkoks von einem Händler in Ludwigshafen. Jeden Dienstag war Gießtag. Unter anderem fertigte das Unternehmen Ketterer Räder, Muttern und Spindeln aus Messing und Bronze.

## Oskar Ketterer
Nach 1911 führte Oskar Ketterer zusammen mit seinem Schwager Ernst Hepting das Unternehmen. Später wurde Emil Jäger, auch ein Schwager Ketterers und von 1923 bis 1946 Leiter der Uhrmacherschule in Furtwangen, Geschäftsführer. Von ihm gingen in den 1920er Jahren Anstöße in Richtung Radiotechnik aus, der sich in dieser Zeit auch anderen Uhrenhersteller, beispielsweise die Baduf, zuwandten. An die Regulatorenproduktion von einst erinnerten zunächst einzelne Bestandteile der Kettererschen Zählwerke wie Zifferblätter und Zahnräder. 
Unter der Geschäftsleitung der Familie Jäger wird das Unternehmen mit der Getriebetechnik fortgeführt.

## Produkte
- Höhenverstellungen für Büro- und Werkstattarbeitsplätze
- Getriebe für den Sonnenschutz (Großschirme, Rollladen, Jalousien, Markisen)
- Sondergetriebe für den Maschinenbau
- Elektrische Antriebe für Türen im Fahrzeugbau und in der Reinraumtechnik
- Zahnräder, Spindeln, Drehteile
- Zubehör (Spindelmuttern, Kurbeln, Kurbelgestänge, Verbindungsstäbe)
- Bürstenlose Gleichstrommotoren (Direktantriebe, Radnabenantriebe, Sondermotoren)